# Мепен
Мепен (њем. Meppen) град је у њемачкој савезној држави Доња Саксонија. Једно је од 60 општинских средишта округа Емсланд. Према процјени из 2010. у граду је живјело 34.862 становника. Посједује регионалну шифру (AGS) 3454035.

## Географски и демографски подаци
Мепен се налази у савезној држави Доња Саксонија у округу Емсланд. Град се налази на надморској висини од 14 метара. Површина општине износи 188,5 km². У самом граду је, према процјени из 2010. године, живјело 34.862 становника. Просјечна густина становништва износи 185 становника/km².

## Међународна сарадња
| Мјесто             | Држава    | Врста сарадње | Од    |
| ------------------ | --------- | ------------- | ----- |
| Регион Франш-Конте | Француска | контакт       | 2000. |
| Ла Рошел           | Француска | контакт       | 2000. |
| Дуе                | Француска | контакт       | 2000. |
| Остроленка         | Пољска    | партнерство   | 1994. |
| Емен               | Холандија | пријатељство  | 1994. |
| Нант               | Француска | контакт       | 2000. |
| Извор              |           |               |       |